# Vogričevci
Vogričevci este o localitate din comuna Ljutomer, Slovenia, cu o populație de 163 de locuitori.